# 18531 Strakonice
18531 Strakonice este o planetă minoră (asteroid), cu un diametru de 2,907 km, din centura de asteroizi. A fost descoperită pe 4 decembrie 1996 la Observatorul Kleť de Miloš Tichý⁠(d) și a fost numită după Strakonice. 
Obiectul prezintă o orbită caracterizată de o semiaxă mare de 2,2125934 UAi, o excentricitate de 0,24, o înclinație de 5,00743 ° în raport cu ecliptica.